# 野木氏
野木氏（のぎし）は、日本の氏族の1つ。「新編姓氏家系辞典」などでは以下が見える
1. 出雲の宇多源氏佐々木氏族
2. 武蔵の利仁流藤原姓齋藤氏族
3. 下野の秀郷流藤原姓益田氏族

がある。本項では、宇多源氏佐々木氏族を解説する。

## 野木（乃木）氏（宇多源氏佐々木氏族）
出雲国に発祥の氏族で、同国内の地名に由来し、表記は野木、乃木、能義、野城が通じて用いられている。『和名抄』では能義に乃木の注記があるとする。
宇治川の先陣争いで知られる佐々木高綱の次男・光綱が、出雲国能義郡野城郷（または意宇郡乃木保）に住し、野木二郎左衛門尉と称したのに始まる。なお、佐々木系図では能義二郎左衛門尉と表記されている。
光綱は、叔父の隠岐守・佐々木義清の猶子となったとされる。『尊卑分脈』をはじめとする諸系図に鎌倉時代の数代が載るほか、一次資料としては、「出雲千家文書」所収の文永8年（1271年）の関東御教書「出雲国杵築大社御三月会相撲舞頭役結番事」に、出雲国内の地頭として、光綱裔と推定される次の一族の記載がある。
　能義郡乃白庄　　乃木太郎兵衛尉(光綱の子・春(泰)高又は孫・景元に比定)
　〃　日吉末社　　同人
　意宇郡乃木保　　乃木七郎  (光綱の子・七郎景家に比定)
　神戸郡木津御島　乃木四郎子(四郎高定の子の四郎清高(光綱の孫)か、大伴氏系図によれば四郎高定の母は朝山惟綱娘)
高綱の名が平家物語等で後世まで語り継がれる一方、子孫は振るわず大身の武家となる有力な系統が出なかったため、室町時代以降の詳細は不明である。
隠岐流・佐々木氏の宗家である塩冶高貞が暦応4年（1341年）に山名時氏らに追討された後は、出雲守護となった山名氏や京極氏などの被官となり、一族は但馬国や畿内などに分散していった模様であり、一次資料や軍記物に断片的に登場している。
天文3年（1535年）の「但馬國宮内惣持寺本尊造立奉加帳」には、乃木日向守、乃木丹後守の名が記載されている。但馬國宮内には、山名氏宗家の居城である此隈山城があるが、同城の武家屋敷跡から出土した永禄12年8月24日（1569年）付の木札にも乃木出羽守の記載があり、山名氏家臣団に組み込まれた系統があったのは確かであろう。

### 長府藩士→華族の伯爵家の乃木家
山名氏や京極氏などの被官となり、但馬国や畿内などに分散していった一族のうち江戸時代に毛利家に仕えた乃木氏がある。
『乃木大将事跡』ではこの家は畠山政長の家臣で明応の政変（1493年）で討ち死にした源次左衛門清高の妻で当時妊娠していた粟津氏が但馬国乃木谷に逃れて遺児、秋綱を生み、秋綱が乃木氏を称したとする。その後同家は美濃国の土岐氏、斉藤氏、古田兵部、長門国長府藩祖毛利秀元、伊勢国津藩主藤堂家などに仕えた後、乃木傳庵が長府藩に藩医として仕えて以降、代々長府藩士となる。
この家より出た、母の縁で玉木姓に改称した玉木春政を祖先とする玉木家と乃木希和を祖とする乃木分家が長府藩の本藩長州藩に仕官している。松下村塾を創設した玉木文之進は長州藩士杉常徳の三男で玉木家へ養子に入った人物である。
明治時代の陸軍大将乃木希典は、長府藩士だった乃木本家の当主乃木希次の息子である。日清日露戦争における乃木希典の勲功により、同家は明治28年には華族の男爵、明治40年には伯爵に陞爵した。
希典は祖先に対する尊崇の念が強く、全国各地で高綱流の調査・顕彰に努め、殉死前には、同家の系図を佐々木氏の氏神である沙沙貴神社に奉納している。また、甥にあたる玉木正之も乃木・玉木両家の系図を詳細に整備している。

## 分流
分流には先述の玉木氏がある他、「乃木大将事蹟」所収系図では光綱三男の高家を小倉三郎、光綱七男の景家を能美七郎としている。
なお、明治時代の元老大山巌は光綱の子五郎行綱の子孫を称しており、薩摩藩の「本藩人物誌」でも五郎行綱を祖とする大山氏の記述が登場するが「本藩人物誌」では『佐々木乃白五郎行綱』、『佐々木三河守行綱』で登場し、野木氏を称した形跡はなく、大山巌の伝記でも野木氏を称した記述はなく、三河守行綱を佐々木盛綱の後胤とするものもある